# Александрово (Ровненская область)
Алекса́ндрово (укр. Олекса́ндрове) — село в Заречненской поселковой общине Варашского района Ровненской области Украины.
До 2020 года входило в Заречненский район.
Население по переписи 2001 года составляло 482 человека. Почтовый индекс — 34052. Телефонный код — 3632. Код КОАТУУ — 5622286603.